# جیمز جوزف سیلوستر
جیمز جوزف سیلوستر (به انگلیسی: James Joseph Sylvester) ریاضی‌دان بریتانیایی است.

## زندگی
وی در ۳ سپتامبر ۱۸۱۴ در لندن به دنیا آمد. در سال ۱۸۳۱ وارد کالج سنت جیمز کمبریج شد. از سال ۱۸۳۸ تا ۱۸۴۰ به عنوان استاد فلسفه طبیعی (فیزیک) در دانشگاه لندن به خدمت پرداخت و سپس در سال ۱۸۴۱، سمت استادی ریاضیات در دانشگاه ویرجینیا در آمریکا را پذیرفت و این پست را چند ماه بعد به دلیل آنکه وارد نزاعی با دو تن از دانشجویانش شد، ترک گفت. وی پس از بازگشت به انگلستان، در سال ۱۸۴۶ همکاری خود را با آرتور کیلی شروع کرد.
از سال ۱۸۵۵ تا ۱۸۷۰، سیلوستر استاد ریاضیات آکادمی سلطنتی نظامی در وولویچ شد. در سال ۱۸۷۶ وی به عنوان استاد ریاضیات در دانشگاه جانز هاپکینز در شهر بالتیمور به آمریکا بازگشت و هفت سال خوش و بسیار پرثمر را در آنجا به سر برد و در سال ۱۸۷۸ مؤسس و سردبیر «مجله آمریکایی ریاضی» شد. هنگام خدمت در دانشگاه جان هاپکینز، کیلی را برای ایراد سلسله دروسی دربارهٔ توابع آبلی به دانشگاه دعوت کرد، و خود او هم در کلاسهای درس وی حضور یافت. در سال ۱۸۸۴ کرسی ساویلی هندسه را در دانشگاه آکسفورد پذیرفت. وی سرانجام در ۱۵ مارس ۱۸۹۷، در سن هشتاد و سه سالگی در لندن درگذشت.

## مقالات
اولین مقاله‌های ریاضی سیلوستر در نظریهٔ نوری فرنل و قضیه استورم بود . سپس به تشویق کیلی به نوشتن مقالات مهمی در جبر جدید پرداخت. وی مقالاتی در نظریه حذف، نظریه تبدیل، صورتهای کانونی، دترمینانها، حساب صورتها، نظریه افراز، نظریه پایاها، روش چبیشف در خصوص تعداد اعداد اول در حدود معین، مقادیر ویژه ماتریسها، نظریه معادلات، جبر چندگانیها، نظریه اعداد، ماشینهای مفصلی، نظریه احتمالات و عکس سازه‌ها نوشت.
وی سهم زیادی در واژه‌شناسی ریاضی داشت و آنقدر واژه ریاضی نو ساخت که او را «حضرت آدم ریاضیات» نامیده‌اند.